# Afrička zlatna mačka
Afrička zlatna mačka (lat. Caracal aurata; sin Profelis aurata) – vrsta mačke srednje veličine, koja živi u prašumama u ekvatorijalnoj Africi. U prošlosti je bila svrstana u rod Felis, pa u rod Caracal, a sada u poseban rod Profelis.
Ima težinu od 11 do 14 kg. Dužina tijela je od 60 do 102 cm, uz dodatak 16-46 cm dužine repa. Visina je od 38 do 51 cm.
Afrička zlatna mačka je oko dva puta veća od domaće mačke. To je snažna mačka, dugih nogu. Javlja se u dvije osnovne boje: sivoj i zlatnoj. Trbuh, vrat, brada i obrazi su uvijek svjetliji od ostatka tijela. Mogu biti i bijele boje. Rep je tamniji i završava crnim vrhom. Oko 4% populacije je potpuno crno. U zapadnoj Africi, mogu imati mrlje na cijelom tijelu ili samo na leđima, nogama i vratu. 
Afrička zlatna mačka živi u prašumama ekvatorijalne Afrike: u Senegalu, Nigeriji, Nigeru, Kongu, Demokratskoj Republici Kongu i Ruandi, a najjužnije živi u Angoli. Šteti joj negativno djelovanje čovjeka, npr. smanjivanjem površina prašuma. 
Afrička zlatna mačka živi pojedinačno, aktivna je noću, u zoru ili sumrak. Tijekom dana odmara se na drveću. U zatočeništvu, trudnoća traje 75-78 dana, okoti jednog ili dva mačića, koji rastu brzo i već su odbijeni od sise sa 6 tjedana starosti. Spolno su zreli s oko 18 mjeseci. Žive do 15 godina.
Aktivni su lovci. Lako se mogu popeti. Love glodavce i ptice, također mogu uhvatiti male antilopu, ponekad love male majmune. Prema nekim izvješćima, čak napadaju stoku i perad.
Postoje dvije podvrste:
- P. a. aurata Temminck, 1827
- P. a. cottoni Lydekker, 1907

## Vanjske poveznice
Ostali projekti
|  | Zajednički poslužitelj ima stranicu o temi Afrička zlatna mačka    |
|  | Zajednički poslužitelj ima još gradiva o temi Afrička zlatna mačka |
|  | Zajednički poslužitelj ima još gradiva o temi Profelis             |
|  | Wikivrste imaju podatke o taksonu Afrička zlatna mačka             |